# Кансано
Кансано (італ. Cansano) — муніципалітет в Італії, у регіоні Абруццо, провінція Л'Аквіла.
Кансано розташоване на відстані близько 130 км на схід від Рима, 65 км на південний схід від Л'Акуїли.
Населення — 268 осіб (2014).
Щорічний фестиваль відбувається 24 червня. Покровитель — святий Іван Хреститель.

## Демографія
Населення за роками:

Станом на 1 січня 2023 року в муніципалітеті офіційно проживали 23 іноземці з 8 країн, серед них 2 громадяни країн Євросоюзу.

## Сусідні муніципалітети
- Кампо-ді-Джове
- Пачентро
- Палена
- Пескокостанцо
- Петторано-суль-Джиціо
- Сульмона